# I Oughtta Give You a Shot in the Head for Making Me Live in this Dump
I Oughtta Give You a Shot in the Head for Making Me Live in this Dump — дебютный альбом американской рок-группы Shivaree, выпущенный 7 октября 1999 года.

## Список композиций
1. «Cannibal King» — 0:48
2. «Bossa Nova» — 3:28
3. «Daring Lousy Guy» — 4:15
4. «Arlington Girl» — 6:58
5. «Oh, No» — 3:23
6. «Lunch» — 4:44
7. «Goodnight Moon» — 4:04
8. «I Don’t Care» — 4:38
9. «Pimp» — 3:31
10. «Idiot Waltz» — 3:02
11. «Ash Wednesday» — 0:51
12. «Arrivederci» — 1:44

## Участники записи
Shivaree:
- Амброзия Парсли — вокал, бэк-вокал, гитара
- Дэнни Макгаф — клавишные, гитара, бэк-вокал, орган, сведение, продюсирование
- Дюк Маквинни — гитара, бас-гитара, бэк-вокал

приглашённые музыканты
- Джим Келтнер — ударные, перкуссия («Arlington Girl», «I Don’t Care»)
- Joey Waronker — ударные («Goodnight Moon»)
- Phil Hernandez — ударные, перкуссия («Bossa Nova», «Daring Lousy Guy»)
- Тони Мэнгуриан — ударные, продюсирование («Bossa Nova»)
- Danny Frankel — перкуссия («Oh, No»)
- Gia Ciambotti, Sharon Celani — бэк-вокал («Goodnight Moon»)
- Greg Leisz — гитара («Lunch», «I Don’t Care»)
- Sara P. Smith — тромбон («I Don’t Care»)

технический персонал
- Джо Генри — продюсер
- Mickey Petralia — продюсирование («Oh, No», «Pimp»), сведение («Oh, No»)
- Marty Brumbach — звукорежиссёр
- Greg Calbi — мастеринг
- Chris Maxwell — сведение («Ash Wednesday»)
- Elegant Too — сведение, продюсирование («Bossa Nova», «Daring Lousy Guy», «Pimp»)
- Jay Healy — сведение («Idiot Waltz»)
- Rob Schnapf, Tom Rothrock — сведение, продюсирование («Goodnight Moon»)
- Sylvia Massy — сведение («Arlington Girl», «Lunch», «I Don’t Care»)
- Ok Hee Kim — сведение («I Don’t Care»)
- Mark Mitchell — помощник продюсера («Daring Lousy Guy»)
- Christopher McCann — фотограф
- George Minmaugh, Tommy Steele — дизайн, оформление